# اسماعیل‌آباد گرجی
 اسماعیل‌آباد گرجی ، روستایی است از توابع بخش مرکزی شهرستان تربت جام در استان خراسان رضوی.
این روستا در دهستان میان جام قرار دارد و بر اساس سرشماری سال ۱۳۸۵ جمعیت آن (۱۸۸خانوار) ۷۷۶نفر 
بوده‌است.

## منبع
1. ↑  «نتایج سرشماری ایران در سال ۱۳۸۵». درگاه ملی آمار. بایگانی‌شده از روی نسخه اصلی در ۲۱ آبان ۱۳۹۲.